# معهد ماكس بلانك لبحوث الحديد
معهد ماكس بلانك لبحوث الحديد

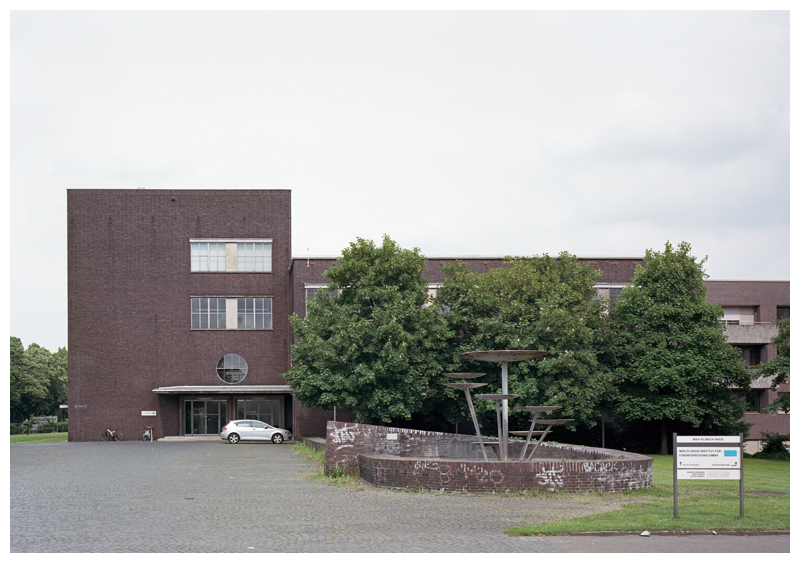
مبنى معهد الحديد بمدينة دوسلدورف.

Max-Planck-Institut für Eisenforschung GmbH  (MPIE) هو معهد للأبحاث لا ينتمي إلى أقسام بحوث الجامعات، ومقره في دسلدورف. وضعه القانوني منذ 1971 "شركة مساهمة محدودة المسؤولية طبقا للقانون الألماني. حامل أصول المعهد هي مؤسسة ماكس بلانك لدعم العلوم MPG، وهي اتحاد مسجل، وكذلك "معهد الفولاذ " Stahlinstitut VDEh. يتخصص هذا المعهد في التطبيقات المتعلقة بالبحوث الأساسية في مجالات الحديد والفولاذ وما ينتمي إليها من سبائك ومواد. 

## تاريخه
تم تأسيس هذا المعهد في شهر مارس 1917 بمبادرة من «أوتو بيترسن» من اتحاد العاملين في قطاع الحديد الألماني، وهو يعادل في وقتنا الحاضر معهد الفولاذ Stahlinstitut VDEh ، وقد تم التأسيس بموافقة من رئيس المعهد «فريدريش شبرينجروم». وفي نفس السنة أصدر الرئيس الجديد لمجلس VDEh «ألبرت فوجلر» تقرر تنفيذ المعهد الجديد وتسميته «معهدالقيصر فيلهلم لبحوث الحديد» في دوسلدورف، التي كانت فيها أيضا جمعية القيصر فيلهلم وانتسب المعهد إليها، على أن يكون تمويل المعهد من رابطة مصانع الحديد في ألمانيا. 
 وكان «فريتز فوست» أول مدير للمعهد وهو أستاذ جامعي يحاضر في علم تصنيع الحديد في الجامعة التقنية الراينية الفستفالية وبدأ العمل في المعهد في عام 1918 مبدئيا في معهد الأستاذ فوست في مدينة آخن.
انتقل المعهد في عام 1921 إلى دوسلدورف، حيث استقر في أحد عنابر مصنع المنتجات المعدنية والآلات. وبعد 31 ديسمبر 1922 تقاعد الأستاذ فوست واحال نفسه إلى المعاش وبدأ نائبه «فريدريش كوببر» الذي كان رئيس القسم الألي التقني برئاسة المعهد. 
. وتعرض المعهد خلال سنواته الأولى لصعوبات مالية بسبب الانهيار اللإقتصادي في ألمانيا بين الأعوام 1914 - 1923 واحتلال منطقة الروهر من الفرنسيين، وتعافى المعهد من تلك الصعوبات بعد عام 1924. وحصل المعهد على دعم مالي من مؤسسة البحوث الألمانية.
واصل المعهد نجاحه واصبح صغيرا لما يقوم به من بحوث، بحيث بدأ كوربر ومساعدوه في التخطيط لبناء معهد جديد يناسب مفتضيات العصر. وفي عام 1935/1934 قام اتحاد VDEh تحت اشراف رئيسه «ألبرت فوجلر» ببناء المعهد الجديد، وسمي «بيت صناعة الحديد».
قبل وأثناء الحرب العالمية الثانية كان المعهد يشتغل في نظام الابحاث المتعلقة بالحرب تحت رعاية الحزب النازي الاشتراكي. وتعرض المعهد للقذف بالقنابل في الحرب الجوية مما أصابه اصابات بالغة في عام 1943 فانتقل إلى الأكاديمية الجبلية كلاوستال في شمال ألمانيا. وتوفي مديره كوربر في عام 1944 وتولى «فرانز فيفر» رئاسة المعهد حيث كان رئيس القسم الفيزيائي وقت ذاك. 
 
في عام 1945 كان مقر المعهد في دوسلدورف محتلا من الإنجليز، ولكن رئيس اتحاد مصنعي الحديد VDEh
«أوتو بيترسن» استطاع الحصول على تميل من الصناعات الحديدية بألمانيا، بحيث أعيد بناء المعهد منجديد خلال العامين 1946-1947 وانتقل العمل ثانيا من كلاوستال إلى دوسلدورف. 
. وبعد تأسيس مؤسسة ماكس بلانك في عام 1948 أصبح المعهد تحت رعايتها.
تبوأ المعهد بما يقوم به من بحوث جديدة مركزا عالميا، مثلما بالنسبة إلى دراسة التحولات مع الزمن للفولاذ واكتشاف «فيفر» وزميله «لانجه» لأحد أطوار الفولاذ والذي سمي فيما بعد بـبانيت، نسبة إلى العالم الأمريكي «بانيت». 
واستمرت نجاحات المعهد وادخلت عليه بحوثا جديدة، مثل بحوث المركبات بين الفلزية والسبائك وغيرها.

## مجالات البحث
يهتم المعهد بدراسة العمليات الفيزيائية والكيميائية، وتفاعلات المواد المعدنية، وكذلك ابتكار مواد جديدة لاستخدامها في تطبيقات تقنية خصوصية. ويتكون المعهد حاليا من أربعة أقسام علمية: 
- تصميم معادن بالاستعانة بالحاسوب (يرأسه يورج نويجباور)
- كيمياء الأسطح البينية وتقنية الأسطح (يرأسه مارتن ستراتمان)
- فيزياء البنيات الصغرية Mikrostrukturphysik وتصميم السبائك (يرأسه ديرك رابه)
- البنية الصغرية لميكانيكا النانو / والميكرو Nano-/Mikromechanik في المواد (يرأسه جرهارد ديهم)

## اقرأ أيضا
- معهد ماكس بلانك لبحوث الفحم
- معهد ماكس بلانك لبحوث الحديد
- معهد ماكس بلانك لعلم الفلك الراديوي
- معهد ماكس بلانك لعلم الفلك
- مؤسسة ماكس بلانك